# Akranes
Akranes kikötőváros és önkormányzat Izland nyugati partján. A település a 19. században kezdett kialakulni halászfaluként, majd 1942-ben hivatalosan is elismerték. Ezt követően gyors növekedésnek indult. A városban az 1950-es évek óta cementgyár, 1998 óta pedig egy alumínium-olvasztómű is működik.

## Fordítás
- Ez a szócikk részben vagy egészben az Akranes című angol Wikipédia-szócikk ezen változatának fordításán alapul.  Az eredeti cikk szerkesztőit annak laptörténete sorolja fel. Ez a jelzés csupán a megfogalmazás eredetét és a szerzői jogokat jelzi, nem szolgál a cikkben szereplő információk forrásmegjelöléseként.